# Grammatophyllum

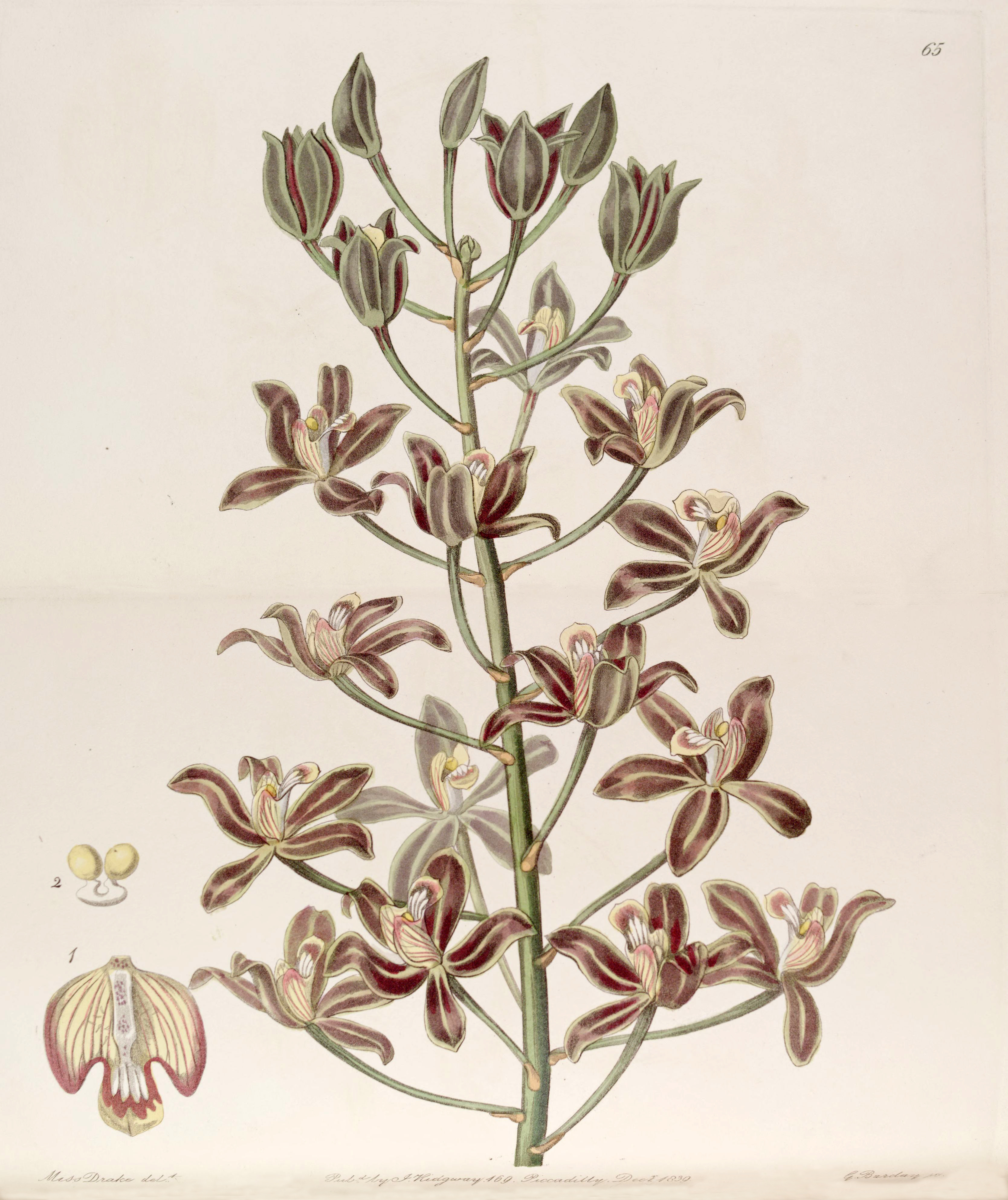
Grammatophyllum multiflorum

Grammatophyllum es un género de 11 a 12  especies de orquídeas epifitas. Estas orquídeas poseen un gran tamaño y se encuentran en el sureste de Asia en  Indonesia, Filipinas y Papúa Nueva Guinea.  

## Descripción
Estas especies producen varios racimos que salen de la base del pseudobulbo, con muchas flores de aspecto céreo y de color amarillo verdoso o verde oliva que están cubiertas de marcas púrpura oscuro. Los pseudobulbos están envueltos con brácteas.
El tamaño de estas orquídeas va desde mediano a muy grande, incluyendo la orquídea gigante  (Grammatophyllum speciosum), la que se cree ser la mayor orquídea que existe. Sus pseudobulbos se pueden desarrollar hasta 2,5 m. Estas plantas se pueden desarrollar dentro de agrupaciones gigantes pesando desde varios cientos de kg hasta una tonelada. Las raíces forman espectaculares madejas.
La más modesta orquídea campana (Grammatophyllum scriptum) es otra especie bien conocida con pseudobulbos de  2 dm, de los que salen 3 o 4 hojas corpulentas de 1 m.
Grammatophyllum multiflorum es una de las orquídeas que tienen la floración más duradera, puede estar con flor durante nueve meses seguidos. Véase también  Dendrobium cuthbertsonii, cuyas flores tienen una duración de diez meses cada una.
Grammatophyllum 'garra de tigre' es un híbrido de Grammatophyllum elegans × Grammatophyllum scriptum.

## Distribución y hábitat
Este género de plantas epífitas se localiza en selvas densas y húmedas desde Indochina, a Indonesia, las Filipinas, Papúa Nueva Guinea, y las islas SW del Pacífico.

## Taxonomía
El género fue descrito por Carl Ludwig Blume y publicado en Bijdragen tot de flora van Nederlandsch Indië 6: t. 2, f. 20. 1825.
Etimología
Grammatophyllum: nombre genérico que deriva de las palabras griegas:   gramma = "carta"  y phyllon= "hoja", en referencia a las marcas oscuras de la flor.
Especies de Grammatophyllum
- Grammatophyllum elegans (Fiji)
- Grammatophyllum fenzlianum (Maluku (Ambon)
- Grammatophyllum kinabaluense (norte Borneo)
- Grammatophyllum martae (Filipinas )
- Grammatophyllum measuresianum (Filipinas)
- Grammatophyllum multiflorum (Filipinas)
- Grammatophyllum rumphianum (Borneo, Maluku)
- Grammatophyllum schmidtianum (Marianas)
- Grammatophyllum scriptum: Orquídea campana (Malasia a sudoeste Pacífico)
  - Grammatophyllum scriptum var. boweri (Papúa a Santa Cruz Is.) Hemicr. o cham.
  - Grammatophyllum scriptum var. scriptum (Malasia a sudoeste Pacífico). Hemicr. o cham.
- Grammatophyllum speciosum: Orquídea gigante,(Indo-China a Is. Salomón) - especie tipo
- Grammatophyllum stapeliiflorum (Malasia a Nueva Guinea)